# Atletica leggera ai Giochi della VIII Olimpiade - 800 metri piani
La competizione degli 800 metri piani di atletica leggera ai Giochi della VIII Olimpiade si tenne nei giorni dal 6 al 9 luglio 1924 allo Stadio di Colombes a Parigi.

## L'eccellenza mondiale
| Primatista mondiale e olimpico: 1912 | 1'51"9  | Ted Meredith       | Ritirato |
| Migliore prest. europea: 1909        | 1'52"1y | Emilio Lunghi      | Ritirato |
| Primatista stagionale                | 1'52"2  | Ray Watson         | Assente  |
| Vincitore selezioni USA              | 1'53"6  | William Richardson | Presente |

1. ↑  Tempo corso sulle 880 iarde.
2. ↑  Fino al 5 luglio.
3. ↑  Si qualificò ai Trials, ma ai Giochi andò una riserva (forse Watson si infortunò).

## La gara
Il favorito è il britannico Hyla Stallard, ma è reduce da un infortunio ad un piede.
In finale conduce la gara fino al rettilineo finale, quando viene superato da Douglas Lowe e Paul Martin. Cerca di resistere al ritorno dell'americano Enck, ma viene superato negli ultimi 10 metri.
Douglas Lowe vince su Martin con il nuovo record europeo.

## Risultati

### Turni eliminatori
| 8 Batterie   | 6 luglio | 50 iscritti   | Si qualificano i primi 3. |
| 3 Semifinali | 7 luglio | 8 + 8 + 8     | Si qualificano i primi 3. |
| Finale       | 8 luglio | 9 concorrenti |                           |

### Batterie
| Pos. | Atleta          | Nazione        | Tempo  |
| ---- | --------------- | -------------- | ------ |
| 1    | René Wiriath    | Francia        | 1'59"0 |
| 2    | Bill Richardson | Stati Uniti    | 1'59"6 |
| 3    | Gösta Jansson   | Finlandia      | 1'59"9 |
| 4    | Clifford Davis  | Sudafrica      | n/d    |
| 5    | Ludwig Deckardt | Austria        | n/d    |
| 6    | Vilém Šindler   | Cecoslovacchia | n/d    |
| 7    | Édouard Armand  | Haiti          | n/d    |

| Pos. | Atleta                | Nazione        | Tempo  |
| ---- | --------------------- | -------------- | ------ |
| 1    | Clarence Oldfield     | Sudafrica      | 1'58"0 |
| 2    | Harry Houghton        | Gran Bretagna  | 1'58"4 |
| 3    | Schuyler Enck         | Stati Uniti    | 1'58"6 |
| 4    | Maurice Grosclaude    | Francia        | n/d    |
| 5    | Mario Giuseppe Bonini | Italia         | n/d    |
| 6    | Eduard Riedl          | Cecoslovacchia | n/d    |
| 7    | Juan Escutia          | Messico        | n/d    |

| Pos. | Atleta             | Nazione   | Tempo  |
| ---- | ------------------ | --------- | ------ |
| 1    | Paul Martin        | Svizzera  | 2'00"2 |
| 2    | Sven Emil Lundgren | Svezia    | 2'01"4 |
| 3    | Jack Harris        | Canada    | 2'01"6 |
| 4    | Malcolm Boyd       | Australia | n/d    |

| Pos. | Atleta         | Nazione     | Tempo  |
| ---- | -------------- | ----------- | ------ |
| 1    | Adriaan Paulen | Paesi Bassi | 1'59"2 |
| 2    | John Watters   | Stati Uniti | 1'59"8 |
| 3    | Tom McKay      | Canada      | 2'00"1 |
| 4    | Puccio Pucci   | Italia      | n/d    |
| 5    | Roy Norman     | Australia   | n/d    |
| 6    | Narciso Costa  | Brasile     | n/d    |
| -    | Józef Jaworski | Polonia     | Rit.   |

| Pos. | Atleta           | Nazione       | Tempo  |
| ---- | ---------------- | ------------- | ------ |
| 1    | Rudolf Johansson | Svezia        | 1'57"6 |
| 2    | François Morren  | Belgio        | n/d    |
| 3    | Edgar Mountain   | Gran Bretagna | n/d    |
| 4    | Ferruccio Bruni  | Italia        | n/d    |
| 5    | Hec Phillips     | Canada        | n/d    |
| 6    | Stefan Ołdak     | Polonia       | n/d    |
| -    | Wim Bolten       | Paesi Bassi   | Rit.   |

| Pos. | Atleta             | Nazione     | Tempo  |
| ---- | ------------------ | ----------- | ------ |
| 1    | Kai Jensen         | Danimarca   | 1'58"4 |
| 2    | Norman MacEachern  | Irlanda     | n/d    |
| 3    | Ray Dodge          | Stati Uniti | n/d    |
| 4    | Stefan Kostrzewski | Polonia     | n/d    |
| 5    | Menso Menso        | Paesi Bassi | n/d    |
| 6    | Christophe Mirgain | Lussemburgo | n/d    |
| 7    | Jack Newman        | Australia   | n/d    |

| Pos. | Atleta             | Nazione       | Tempo  |
| ---- | ------------------ | ------------- | ------ |
| 1    | Henry Stallard     | Gran Bretagna | 1'57"6 |
| 2    | Louis Philipps     | Francia       | 1'58"6 |
| 3    | Albert Larsen      | Danimarca     | 1'58"8 |
| 4    | Tokushige Noto     | Giappone      | n/d    |
| 5    | Erik Byléhn        | Svezia        | n/d    |
| 6    | Ömer Besim Koşalay | Turchia       | n/d    |

| Pos. | Atleta            | Nazione        | Tempo  |
| ---- | ----------------- | -------------- | ------ |
| 1    | Douglas Lowe      | Gran Bretagna  | 1'58"0 |
| 2    | Georges Baraton   | Francia        | 1'59"2 |
| 3    | Charles Hoff      | Norvegia       | 2'02"1 |
| 4    | Karel Přibyl      | Cecoslovacchia | 2'03"8 |
| 5    | Guillermo Amparan | Messico        | n/d    |

### Semifinali
| Pos. | Atleta            | Nazione       | Tempo  |
| ---- | ----------------- | ------------- | ------ |
| 1    | Henry Stallard    | Gran Bretagna | 1'54"2 |
| 2    | Bill Richardson   | Stati Uniti   | 1'55"2 |
| 3    | Paul Martin       | Svizzera      | 1'55"6 |
| 4    | Rudolf Johansson  | Svezia        | 1'55"7 |
| 5    | Kai Jensen        | Danimarca     | n/d    |
| 6    | Clarence Oldfield | Sudafrica     | n/d    |
| 7    | Georges Baraton   | Francia       | 1'57"6 |
| 8    | Tom McKay         | Canada        | 1'58"5 |

| Pos. | Atleta             | Nazione       | Tempo  |
| ---- | ------------------ | ------------- | ------ |
| 1    | Douglas Lowe       | Gran Bretagna | 1'56"8 |
| 2    | Harry Houghton     | Gran Bretagna | 1'57"3 |
| 3    | John Watters       | Stati Uniti   | 1'57"4 |
| 4    | Sven Emil Lundgren | Svezia        | 1'57"6 |
| 5    | Norman MacEachern  | Irlanda       | 1'58"3 |
| 6    | François Morren    | Belgio        | 1'58"5 |
| 7    | René Wiriath       | Francia       | 1'58"9 |
| 8    | Albert Larsen      | Danimarca     | 2'00"2 |

| Pos. | Atleta         | Nazione       | Tempo  |
| ---- | -------------- | ------------- | ------ |
| 1    | Ray Dodge      | Stati Uniti   | 1'57"0 |
| 2    | Schuyler Enck  | Stati Uniti   | 1'57"6 |
| 3    | Charles Hoff   | Norvegia      | 1'58"4 |
| 4    | Adriaan Paulen | Paesi Bassi   | 1'58"8 |
| 5    | Gösta Jansson  | Finlandia     | 1'59"5 |
| 6    | Jack Harris    | Canada        | n/d    |
| 7    | Edgar Mountain | Gran Bretagna | n/d    |
| 8    | Louis Philipps | Francia       | n/d    |

### Finale
È ufficializzato solo il tempo del primo classificato.
| Pos.    | Atleta          | Età | Nazione       | Tempo ufficiale | Tempo ufficioso |
| ------- | --------------- | --- | ------------- | --------------- | --------------- |
| Oro     | Douglas Lowe    | 22  | Gran Bretagna | 1'52"4          |                 |
| Argento | Paul Martin     | 23  | Svizzera      |                 | 1'52"6          |
| Bronzo  | Schuyler Enck   | 24  | Stati Uniti   |                 | 1'53"0          |
| 4       | Henry Stallard  | 23  | Gran Bretagna |                 | 1'53"0          |
| 5       | Bill Richardson | 21  | Stati Uniti   |                 | 1'53"8          |
| 6       | Ray Dodge       | 24  | Stati Uniti   |                 | 1'54"2          |
| 7       | John Watters    | 21  | Stati Uniti   |                 | 1'54"8          |
| 8       | Charles Hoff    | 22  | Norvegia      |                 | 1'56"7          |
| 9       | Harry Houghton  | 23  | Gran Bretagna |                 | 1'58"0          |